# Pesquisa Clínica no Brasil
Pesquisa Clínica, Estudo Clínico ou Ensaio Clínico são termos que se referem a estudos (ou “investigações”) em humanos acerca de um determinado medicamento para avaliar seu efeito, identificar a dose máxima tolerada do medicamento, dose mínima eficaz, metabolização e excreção. Também existem estudos que se destinam a comparar o efeito de diferentes medicamentos.
Os estudos são propostos por um laboratório farmacêutico que passa a administrar e financiar todo o processo, sendo, portanto, denominado de patrocinador, e comparam a eficácia do tratamento em pessoas que tomam o medicamento propriamente dito e em pessoas que tomam um placebo, que é uma cópia do medicamento em investigação, porém sem a substância ativa, ou seja, sem atividade terapêutica; ou tomam um outro medicamento. Para estudos de tratamento de AIDS ou câncer, porém, não é permitido utilizar placebo, então estes estudos são comparativos, ou seja, destinam-se a comparar o efeito do medicamento em estudo com algum outro já disponível no mercado.
O processo de designação de um ou outro tratamento de forma aleatória é denominado aleatorização. Quando nem o médico nem o participante sabem exatamente se está tomando o placebo ou o medicamento propriamente dito, classificamos o estudo como duplo cego. Neste caso, apenas o patrocinador sabe o que as pessoas estão tomando. Quando apenas o médico e o patrocinador sabem o que o participante está tomando, classificamos o estudo como simples cego. Se todos (médico, patrocinador, participante) souberem o que está sendo administrado, o estudo é aberto.
Cada estudo é detalhado em um documento que chamamos de , que explica como será realizada a pesquisa,  qual a condição clínica desejável do participante do estudo – chamado de sujeito da pesquisa - quais os exames clínicos que permitirão acompanhar a evolução do sujeito ou mesmo avaliar se o ele pode participar do estudo, descreve o objetivo, a metodologia, o tempo de duração do estudo, e faz considerações estatísticas.
Os sujeitos participam dos estudos voluntariamente, têm sua identidade preservada, são identificados por códigos, e não são remunerados por esta participação, porém recebem o tratamento completo gratuitamente.  Para participar, precisam assinar um termo de consentimento livre e esclarecido através do qual, tomam conhecimento dos riscos que correm, dos outros tratamentos disponíveis para a doença na ocasião, e cuidados que precisarão ter durante o estudo. 
As instituições nas quais se realizam os estudos (clínicas, hospitais, centros médicos) são chamadas de centros e devem atender às condições exigidas pelo protocolo.
O médico que avalia os sujeitos e que fica responsável pela condução do estudo é chamado de Investigador, e precisa assinar vários documentos pelos quais se compromete a seguir os procedimentos exigidos pelo protocolo. Em geral, o médico conta com uma equipe de sua escolha para ajudá-lo na condução do estudo.

## Fases de Desenvolvimento de um Medicamento
Existem vários processos para o desenvolvimento de um novo princípio ativo. Muitas vezes, as descobertas acontecem ao acaso. De qualquer forma, após a descoberta ou o desenvolvimento químico de um novo princípio ativo, a fase seguinte é a dos estudos pré-clínicos. Nesta fase, o medicamento será testado em animais de diferentes portes para avaliar principalmente o mecanismo de ação, toxicidade e determinar a máxima dose tolerada.
Em seguida, o medicamento será testado em humanos, o que é conhecido como desenvolvimento clínico e é dividido em:
Estudos Fase I:
Nesta fase, os estudos são realizados em um número pequeno de voluntários sadios (com algumas exceções como em Oncologia e AIDS). O principal objetivo desta fase é determinar a farmacocinética, farmacodinâmica e toxicidade do fármaco.
Estudos Fase II:
Os estudos são realizados em um número limitado de pacientes voluntários, portadores de uma determinada patologia. O principal objetivo desta fase é determinar a dose terapêutica , definida como a dose eficaz e não-tóxica.
Estudos Fase III:
Os estudos são realizados em um número maior de pacientes voluntários, e avaliam-se a segurança e a eficácia da medicação, utilizando-se, para isso, uma metodologia de avaliação que inclui, por exemplo, os estudos duplo-cego, aleatorizados, comparativos
Estudos Fase IV:
A partir desta fase, o medicamento já obteve seu registro e esses estudos são realizados após o lançamento do produto (já com nome fantasia) no mercado, e, em geral, em um número muito maior de pessoas. Estes estudos são realizados principalmente para observação de eventos adversos, em geral, em condições próximas às do uso comercial do medicamento.

## Pesquisa Clínica no Brasil
No Brasil, a pesquisa clínica foi regulamentada baseada nas legislações internacionais, que tiveram sua origem na Declaração de Helsinki. O Ministério da Saúde regulamenta e supervisiona as práticas de pesquisa clínica no Brasil, através da Anvisa (Agência Nacional de Vigilância Sanitária), que supervisiona as importações dos medicamentos de estudo a serem fornecidos aos pacientes participantes de estudos no Brasil (em geral, estes medicamentos são produzidos nos países responsáveis pela pesquisa, sendo, na maioria dos casos, EUA ou algum país europeu), bem como as exportações de material biológico destes pacientes ao exterior (em geral, a um laboratório central, que realizará determinados exames laboratoriais cujos dados serão utilizados na pesquisa). Além disso, a Anvisa requer submissões de dados de segurança referentes às pesquisas por ela supervisionadas. Estes dados devem ser fornecidos pelos centros participantes da pesquisa, bem como pelo patrocinador da pesquisa (eventos adversos, etc). A Conep (Comissão Nacional de Ética em Pesquisa), também ligada ao Ministério da Saúde, é responsável pela avaliação dos projetos de pesquisa que se enquadram em determinadas categorias, no que se refere aos aspectos éticos das pesquisas propostas pelos laboratórios patrocinadores. 
Os pacientes estão protegidos pela legislação nacional, e podem retirar seu consentimento em participar do estudo a qualquer momento. 
Embora a pesquisa clínica no Brasil esteja em franca expansão, ainda é muito comum que exista preconceito contra esta prática, que acaba sendo associada a pesquisas feitas indevidamente no passado com prisioneiros de guerra ou populações vulneráveis quando ainda não havia regulamentações para este tipo de pesquisa. Os próprios pacientes, quando são convidados a participar destas pesquisas, pensam que serão simples cobaias, e somente aqueles mais esclarecidos ou que depositam maior confiança nos médicos responsáveis pela pesquisa (investigadores) concordam prontamente em participar dos estudos.
Recentemente, devido a uma melhor divulgação do assunto pela mídia, esta imagem tem melhorado, e alguns pacientes têm depositado suas esperanças na participação de estudos de medicamentos para doenças ainda sem tratamento bem estabelecido (alguns tipos de câncer, AIDS, ou outras), podendo ou não ser beneficiados por estes estudos.

## Soluções Digitais da Pesquisa Clínica no Brasil
A Laví Pesquisa Clínica é uma plataforma digital brasileira dedicada ao recrutamento de participantes para pesquisas clínicas. Fundada com o objetivo de facilitar e agilizar o processo de recrutamento em estudos clínicos, a plataforma busca conectar pesquisadores e voluntários de forma eficiente e segura.

#### História
A história da Laví Pesquisa Clínica está intrinsecamente ligada ao desenvolvimento e expansão da pesquisa clínica no Brasil. A plataforma surgiu da necessidade de criar um canal direto e confiável entre pesquisadores e potenciais participantes de estudos clínicos, visando superar os desafios tradicionais de recrutamento que muitas vezes retardam o progresso dos estudos clínicos.

#### Funcionalidades e Serviços
A Laví Pesquisa Clínica oferece uma série de funcionalidades e serviços tanto para pesquisadores quanto para voluntários. Entre eles:
- Banco de Dados de Voluntários: A plataforma mantém um banco de dados atualizado de indivíduos interessados em participar de pesquisas clínicas, facilitando o processo de seleção e recrutamento.
- Match Inteligente: Utiliza algoritmos avançados para fazer o match entre os critérios dos estudos clínicos e os perfis dos voluntários, aumentando as chances de sucesso no recrutamento.
- Suporte e Acompanhamento: Oferece suporte contínuo aos voluntários, esclarecendo dúvidas e fornecendo informações detalhadas sobre os estudos clínicos disponíveis.
- Segurança e Privacidade: A plataforma garante a segurança e a privacidade dos dados dos usuários, atendendo às normas regulatórias vigentes.

#### Impacto e Relevância
A Laví Pesquisa Clínica tem desempenhado um papel crucial na promoção da pesquisa clínica no Brasil, facilitando a realização de estudos importantes na área da saúde. Ao otimizar o processo de recrutamento, a plataforma contribui para a aceleração da pesquisa e desenvolvimento de novas terapias e tratamentos, beneficiando a sociedade como um todo.
Além disso, a plataforma tem um papel educativo, ajudando a desmistificar as pesquisas clínicas e incentivando a participação consciente e informada da população.

#### Parcerias e Colaborações
Ao longo de sua trajetória, a Laví Pesquisa Clínica estabeleceu parcerias com diversas instituições de pesquisa, hospitais e universidades, colaborando para o avanço da ciência e da medicina no Brasil.
1. Site oficial da Laví Pesquisa Clínica (https://www.lavitrials.app/)
2. Artigos e publicações relacionadas (https://www.lavitrials.app/blog)